# Halina Cimino
Halina Cimino, z d. Halina Jagielska, ps. Siostra Zosia, Róża (ur. 12 października 1901 w Poznaniu, zm. 2 czerwca 1951) – polska filolog, łączniczka polskiego podziemia, podejrzana o współpracę z Gestapo.

## Życiorys
Halina Jagielska urodziła się 12 października 1901 roku w Poznaniu jako córka hotelarza. Ukończyła prywatną szkołę średnią, a następnie studia filologiczne w Dreźnie. Wykorzystując rodzinny majątek dużo podróżowała w młodości, dzięki temu w sanatorium w Davos poznała radcę włoskiej ambasady Idolo Cimino, z którym wzięła w 1926 roku ślub i przyjęła włoskie obywatelstwo.
Początkowo małżonkowie mieszkali we Włoszech, następnie zaś w Szwajcarii. Z powodu rodzaju pracy męża poznała wielu wpływowych polityków włoskich i niemieckich. Po śmierci męża, który w 1939 roku zmarł na gruźlicę, przeniosła się do rodzinnego Poznania. Po wybuchu II wojny światowej początkowo wyjechała do włoskiej ambasady w Warszawie, ale wkrótce wróciła do Poznania.
1 października 1939 roku została zaprzysiężona na członkinię konspiracyjnej Ojczyzny, a następnie została kurierką tej organizacji, przewożąc korespondencję i dokumenty przede wszystkim pomiędzy okupacyjną Polską a Watykanem. Zorganizowała także punkty kontaktowe w Berlinie i Szwajcarii, w czym pomogły jej przedwojenne znajomości. W 1941 roku wyszła za mąż za poznańskiego adwokata Zbigniewa Kłosa, ale małżeństwo ukrywała, by nie stracić przydatnego w konspiracji włoskiego obywatelstwa.
Na polecenie przełożonych z konspiracji udzielała się w społeczności poznańskich Włochów, ale równocześnie nawiązała także kontakt z Gestapo. Pomimo pogłosek o jej współpracy z okupantem do jesieni 1941 roku pracowała jako łączniczka z Watykanem. W tym czasie Gestapo trafia na ślad działalności Ojczyzny i do kwietnia następnego roku aresztowało większość jej członków.
W listopadzie 1941 roku został aresztowany jej mąż, a wkrótce potem ona sama, jednak po kilku dniach została zwolniona z aresztu. Szybkie zwolnienie ściągnęło na nią podejrzenie o współpracę z okupantem, szczególnie że Cimino po zwolnieniu usilnie próbowała kontaktować się z przywódcami Ojczyzny. Kontynuujący współpracę z Cimino Franciszek Witaszek wkrótce potem został aresztowany, co utwierdziło resztę kierownictwa organizacji w twierdzeniu, że Cimino podjęła współpracę z Gestapo.
O zdradzie Cimino poinformowany został II Oddział Sztabu w Londynie, który podjął śledztwo, ale nie potwierdził podejrzeń. Z powodu swoich dużych zasług Cimino miała też wielu obrońców. Niezależnie od władz londyńskich, władze podziemne w Warszawie wydały na Cimino wyrok śmierci, jednak dwukrotnie wysyłane zespoły egzekutorów nie były w stanie wypełnić zadania. Do dziś nie zachowały się ślady dokumentów mogących rozstrzygnąć o jej winie, a jej sprawa pozostaje obiektem sporu historyków.
Od stycznia do marca 1945 roku Cimino ponownie działała w podziemiu, tym razem jako współpracowniczka wywiadu Komendy Głównej AK. Zaraz po wojnie grupa działaczy Ojczyzny złożyła w prokuraturze w Poznaniu zeznania obciążające Cimino, ale nie udało się jej aresztować. Dzięki pomocy poakowskiej Delegatury Sił Zbrojnych została przerzucona do Wielkiej Brytanii, a na przełomie 1946 i 1947 roku wyjechała do Kanady, gdzie pracowała jako pielęgniarka pod nazwiskiem Kwiatkowska.
Zmarła 2 czerwca 1951 roku.